# Ken Lovelace
Ken Lovelace, né le 18 août 1936, est le guitariste du rocker Jerry Lee Lewis depuis 1966.

## Eléments biographiques
Kenneth Lovelace naît en 1936 à Cloverdale, situé à proximité de Montgomery, en Alabama. Il grandit dans un village situé à une vingtaine de kilomètres de Florence, où sa famille travaille dans une ferme. Il joue en amateur de la mandoline et du violon, puis se joint à un groupe de country local,  appelé les Go-Go-Go-Boys, qui ont plus tard changé leur nom en The Five Jets. Il se produit avec eux pendant une quinzaine d'années. À l'époque son instrument est une Stratocaster 56. Alors qu'il joue à Monroe, en Louisiane, il rencontre Jerry Lee Lewis par l'intermédiaire de la sœur de celui-ci, Linda Gail Lewis. Lewis veut embaucher tout le groupe, mais seul Ken Lovelace se lance dans l'aventure. Il devient guitariste et meneur des Memphis Beats pendant une quarantaine d'années. Il vit par la suite avec son épouse à Nashville, dans le Tennessee,. Il a également enregistré avec des artistes tels que Johnny Cash et Carl Perkins.